# Цеперів (Луцький район)
Це́перів — село в Україні, у Луцькому районі Волинської області. Входить до складу Боратинської сільської громади. Населення становить 185 осіб.

## Географія
На південь від села знаходиться гідрологічний заказник місцевого значення Чорногузка, створений з метою охорони екосистеми однойменної річки.

## Пам'ятки археології
На південний захід від села, на лівому березі Чорногузки — поселення тшинецько-комарівської культури. Відкрите розвідкою Г. Охріменка.

## Історія
Село Цеперів уперше письмово згадується в грамоті князя Свидригайла Ольгердовича, що була складена в Києві 22 грудня 1437 року. Цим документом він записав село "Цѣпорово" вірменському владиці.
У 1906 році село Лаврівської волості Луцького повіту Волинської губернії. Відстань від повітового міста 10 верст, від волості 7. Дворів 30, мешканців 91.
12 червня 2020 року, відповідно до розпорядження Кабінету Міністрів України № 708-р «Про визначення адміністративних центрів та затвердження територій територіальних громад Волинської області», село увійшло у склад Боратинської сільської громади.
19 липня 2020 року, в результаті адміністративно-територіальної реформи та ліквідації  Луцького району(1940—2020), село увійшло до складу новоутвореного Луцького району.

## Населення
Згідно з переписом УРСР 1989 року чисельність наявного населення села становила 194 особи, з яких 89 чоловіків та 105 жінок.
За переписом населення України 2001 року в селі мешкало 180 осіб. 100 % населення вказало своєю рідною мовою українську мову.